# Малка нощна приказка
„Малка нощна приказка“ е български 4-сериен телевизионен игрален филм (приключенски, драма) от 2006 година на режисьора Николай Акимов, по сценарий на Людмил Станев. Оператор е Ненад Бороевич. Музиката във филма е композирана от Румен Тосков.

## Актьорски състав
- Калофер Михов
- Александър Косев
- Надя Конакчиева – Майката
- Тодор Колев
- Мая Новоселска
- Николай Урумов – Кольо Колев
- Стефания Колева
- Димитър Рачков
- Радослава Сентова-Уди
- Ваня Щерева

## Награди
- Почетен диплом „за добротата и мъдростта на своето послание“ в конкурса „Телевизионни програми и филми“ на Седмия международен телекинофорум „Вместе“ в Ялта /септември 2006/;
- „Гран при“ и Награда на пресата на Деветия Евразийски Кино-теле форум в Москва /ноември 2006/;
- Участие на Международния филмов фестивал в Шанхай /юни 2008/ и Листопад в Беларус /декември 2007/;
- Наградата на детската публика от Първия фестивал на българското кино „Филмът и градът“ в Нова /декември 2008/.